# 松尾博人
松尾 博人(まつお ひろと、1935年10月6日 - 2019年4月19日）は、日本の経営者。クラレ社長を務めた。福岡県八女市出身。

## 経歴
1958年に早稲田大学商学部を卒業し、同年にクラレに入社した。
1988年6月に取締役に就任し、1991年6月には常務に就任し、1993年6月に社長に就任した。
2000年6月には会長に就任した。
2009年4月に旭日中綬章を受章した。
2019年4月19日呼吸不全のために死去。83歳没。